# 9842 Funakoshi
9842 Funakoshi è un asteroide della fascia principale. Scoperto nel 1989, presenta un'orbita caratterizzata da un semiasse maggiore pari a 2,2460444 UA e da un'eccentricità di 0,0912509, inclinata di 2,90620° rispetto all'eclittica.